# Гран-Пахатен

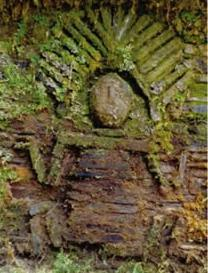
Рельеф на стене одного из сооружений Гран-Пахатена

Гран-Пахатен (исп. Gran Pajatén) — археологический памятник в Перу на границе между департаментами Ла-Либертад и Сан-Мартин между реками Мараньон и Уальяга. Памятник входит в состав национального парка Рио-Абисео, учреждённого в 1983 г. Парку присвоен статус объекта Всемирного наследия природного происхождения в 1990 г. и Культурного памятника в 1992 году. С целью защиты руин и экологической обстановки в настоящее время туристы не вправе посещать руины без разрешения Министерства сельского хозяйства Перу и Национального института культуры.
Гран-Пахатен расположен на вершине холма и состоит из серии как минимум 26 круглых каменных сооружений на многочисленных террасах и лестницах. Руины занимают общую площадь около 2 га. Основные здания украшены сланцевой мозаикой, изображающей людей, птиц и геометрические мотивы. Анализ образцов керамики и радиоуглеродная датировка показали, что объект был населён примерно с 200 г. до н. э., однако видимые руины были сооружены лишь в годы существования империи Инков. По архитектурным критериям памятник относится к культуре Чачапойя.
Гран-Пахатен открыт местными жителями в 1964 г., а уже в следующем году сообщение о находке опубликовал путешественник Джин Савой. В 1966 г. перуанское правительство очистило место рядом с памятником для вертолётной площадки, при этом была уничтожена значительная часть растительности, защищавшей Гран-Пахатен, и состояние памятника стало ухудшаться.
В 1985 г. группа исследователей с кафедры антропологии Колорадского университета развернула в Гран-Пахатене крупный исследовательский проект. Результаты экспедиции широко освещались в научной и популярной прессе, что дало повод к возобновлению дискуссий о превращении Гран-Пахатена в место для посещения туристов. Экспедиция перуанского телевидения в 1990 г. вновь уничтожила в местах раскопок растительность, защищавшую руины от повреждения, что привело к дальнейшему ухудшению их состояния. В настоящее время существуют планы сооружения нескольких дорог и туристической инфраструктуры вокруг памятника, однако они остаются нереализованными из-за хрупкости руин и высокой стоимости их консервации с целью сведения к минимуму возможного воздействия туристических посещений.
В 2011 г. в рамках серии Богатство и гордость Перу была выпущена монета номиналом 1 соль, посвященная Гран-Пахатену.